# Olympische Jugend-Sommerspiele 2018/Teilnehmer (Schweiz)
| Gelbes Symbol für Goldmedaillen mit stilisierten Olympischen Ringen | Graues Symbol für Silbermedaillen mit stilisierten Olympischen Ringen | Braundes Symbol für Bronzemedaillen mit stilisierten Olympischen Ringen |
| ------------------------------------------------------------------- | --------------------------------------------------------------------- | ----------------------------------------------------------------------- |
| —                                                                   | 1                                                                     | 2                                                                       |

Die Schweizer Jugend-Olympiamannschaft für die III. Olympischen Jugend-Sommerspiele, welche vom 6. bis 18. Oktober 2018 in Buenos Aires (Argentinien) ausgetragen wurden, bestand aus 40 Athleten.

## Athleten nach Sportart

### Beachvolleyball
| Mädchen - Céline Baumann - Mara Betschart | Knaben - Nathan Broch - Timon Gysin |

### Golf
| Mädchen - Elena Moosmann | Knaben - Nicola Gerhardsen |

### Leichtathletik
| Mädchen - Melissa Gutschmidt - Ditaji Kambundji - Gaëlle Maonzambi - Nadine Odermatt - Emma Piffaretti | Knaben - Timo Castrini - Felix Eichenberger - Timothé Mumenthaler - Nick Rüegg |

### Moderner Fünfkampf
Mädchen
- Anna Jurt

### Radsport
| Mädchen - Ronja Blöchlinger - Noëlle Buri - Zoé Claessens Silber BMX Mixed | Knaben - Nils Brun - Kevin Schunck Silber BMX Mixed - Jan Sommer |

### Rudern
| Mädchen - Jana Nussbaumer | Knaben - Kai Schätzle |

### Schiessen
Knaben
- Jason Solari
Bronze  Luftpistole

### Schwimmen
| Mädchen - Elena Onieva - Leoni Richter | Knaben - Antonio Djakovic - Noè Ponti |

### Segeln
| Mädchen - Marie van der Klink | Knaben - Maxime Chabloz - Arnaud Grange |

### Sportklettern
Mädchen
- Hannah Hermann
- Annalisa Tognon

### Tennis
| Mädchen - Lulu Sun | Knaben - Damien Wenger |

### Trampolinturnen
Mädchen
- Emily Mussmann

### Triathlon
| Mädchen - Anja Weber Gold Mixed-Staffel Bronze Einzel | Knaben - Loïc Triponez |

### Wasserspringen
Mädchen
- Michelle Luisa Heimberg